# Meni (cavaller)
Meni (en llatí Maenius) va ser un ric cavaller romà que va dilapidar la seva fortuna i després va haver de mantenir-se amb treballs de baix nivell.
Tenia una casa al fòrum que va comprar Marc Porci Cató Censorí durant la seva censura (184 aC), amb el propòsit de construir-hi la basílica Pòrcia.
Alguns autors antics diuen ridículament que quan Meni va vendre la seva casa, es va reservar per a ell una columna, la Columna Maenia, i a partir d'ella va construir un balcó, per poder veure còmodament els jocs. El veritable origen de la Columna Maenia i dels balcons anomenats Maeniana prové del cònsol Gai Meni, que va fer aquestes innovacions als voltants de l'any 320 aC.